# Tauragės Futbolo Klubas Tauras
Il Tauragės Futbolo Klubas Tauras, meglio noto come Tauras, è una società calcistica lituana con sede nella città di Tauragė. Milita nella 1 Lyga, la seconda divisione del campionato lituano.

## Storia
Il club fu fondato nel 1942 nella città di Tauragė, e nel corso della sua storia ha cambiato diverse volte il nome:
- 1942 – Tauras
- 1947 – Žalgiris
- 1957 – Maistas
- 1959 – Maisto Sporto Klubas (MSK)
- 1962 – Tauras
- 1990 – Elektronas
- 1992 – Tauras-Karšuva
- 1995 – Tauras
- 2005 – Tauras ERRA
- 2008 – Tauras

Il Tauras vanta due partecipazioni all'Europa League. Nella stagione 2010-2011, dopo aver battuto al primo turno preliminare il Llanelli, è stato sconfitto al secondo turno preliminare dall'APOEL. Nella stagione 2011-2012, viene eliminato al secondo turno dall'ADO Den Haag.

## Palmarès

### Competizioni nazionali
- A Lyga: 1

1987
- 1 Lyga: 1

2008

### Altri piazzamenti
- Coppa di Lituania:

Finalista: 2008-2009